# 蒙克顿堡
蒙克顿堡（Fort Monckton）是英国汉普郡戈斯波特的一个军事堡垒，前身是1545年建造的黑尔斯沃思城堡（Haselworth Castle），这座城堡在1556年废弃。18世纪末，英国皇家国防委员会（Royal Commission on the Defence of the United Kingdom）为了在美国独立战争时期保卫朴茨茅斯港，在城堡遗址上建造了这座堡垒。
堡垒在二战后仍由国防部管理，英国陆军称其为“一号军事训练营”（No.1 Military Training Establishment）。MI6前特工理查德·汤姆林森曾说这里其实是MI6的训练中心。